# Oenochroma privata
Oenochroma privata är en fjärilsart som beskrevs av Walker 1860. Oenochroma privata ingår i släktet Oenochroma och familjen mätare. Inga underarter finns listade i Catalogue of Life.

## Bildgalleri

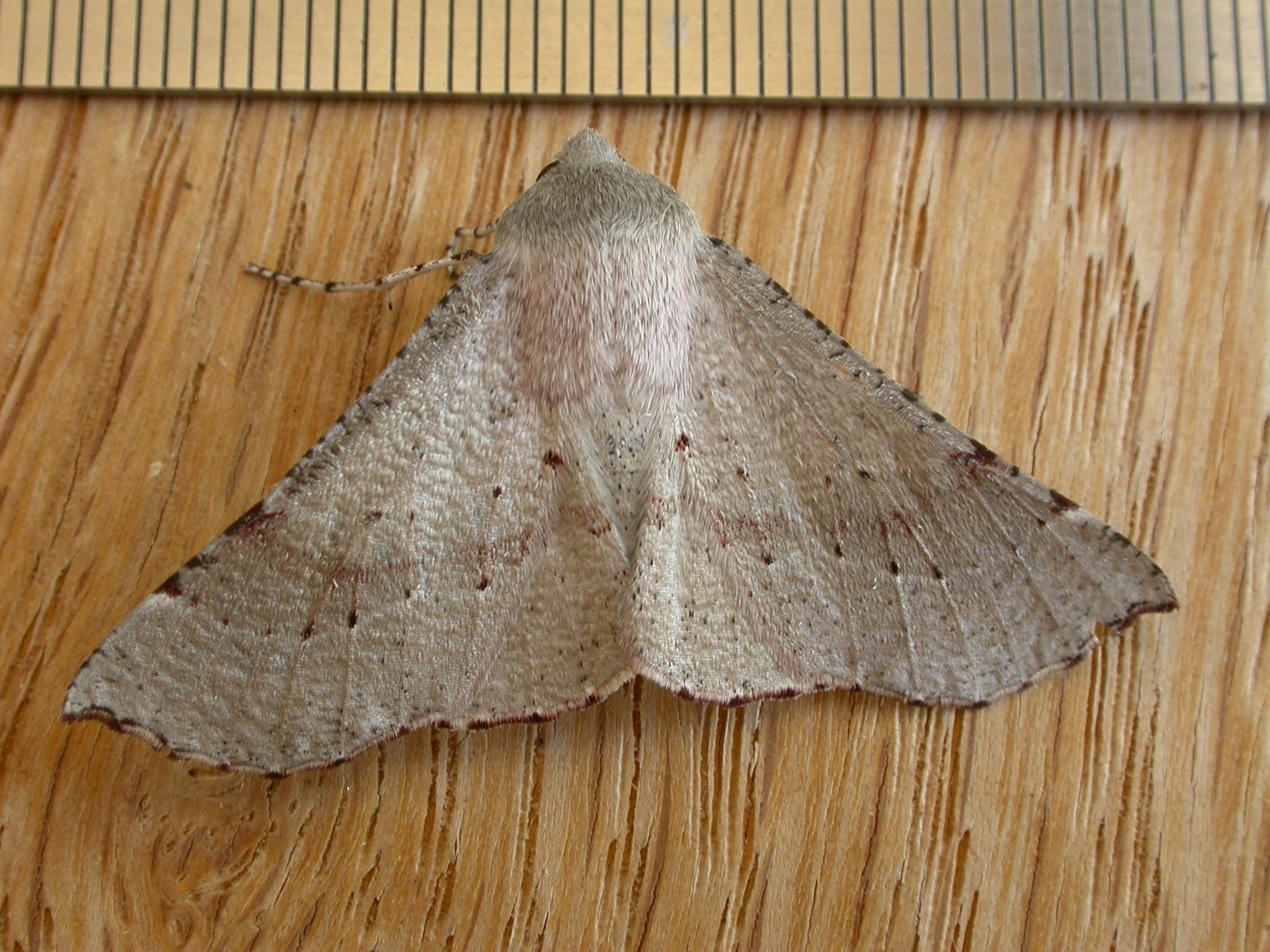